# 复安乡
复安乡，是中华人民共和国四川省南充市西充县曾经下辖的一个乡。2019年10月，撤销观凤乡、中岭乡、复安乡，将其所属行政区域划归凤鸣镇管辖。

## 行政区划
复安乡撤销前下辖以下地区：
双福井村、月儿湾村、楼房湾村、大小湾村、大山垭村、罗树沟村、马川井村、华林寺村、李子垭村、大青沟村和复兴村。